# Thoix
Thoix – miejscowość i gmina we Francji, w regionie Hauts-de-France, w departamencie Somma.
Według danych na rok 1990 gminę zamieszkiwało 135 osób, a gęstość zaludnienia wynosiła 12 osób/km² (wśród 2293 gmin Pikardii Thoix plasuje się na 862. miejscu pod względem liczby ludności, natomiast pod względem powierzchni na miejscu 371.).